# Pyrenodesmia
Pyrenodesmia is een geslacht van korstmossen behorend tot de familie Teloschistaceae. De typesoort is Pyrenodesmia chalybaea.

## Soorten
Volgens Index Fungorum telt het geslacht 24 soorten (peildatum december 2023):
| Soortnaam                                      | Auteur(s)                                              | Publicatiejaar |
| ---------------------------------------------- | ------------------------------------------------------ | -------------- |
| Pyrenodesmia aetnensis                         | (B. de Lesd.) S.Y. Kondr.                              | 2020           |
| Pyrenodesmia albopruinosa                      | (Arnold) S.Y. Kondr.                                   | 2020           |
| Pyrenodesmia albopustulata                     | (Khodos. & S.Y. Kondr.) I.V. Frolov & Vondrák          | 2020           |
| Pyrenodesmia alociza                           | (A. Massal.) Arnold                                    | 1884           |
| Pyrenodesmia atroalba                          | (Tuck.) I.V. Frolov & Vondrák                          | 2020           |
| Pyrenodesmia badioreagens                      | (Tretiach & Muggia) Søchting, Arup & Frödén            | 2013           |
| Pyrenodesmia bullata                           | (Müll. Arg.) I.V. Frolov & Vondrák                     | 2020           |
| Pyrenodesmia ceracea                           | (J.R. Laundon) S.Y. Kondr.                             | 2020           |
| Pyrenodesmia chalybaea                         | (Fr.) A. Massal.                                       | 1852           |
| Pyrenodesmia circumalbata                      | (Delile) I.V. Frolov & Vondrák                         | 2020           |
| Pyrenodesmia concreticola                      | (Vondrák & Khodos.) Søchting, Arup & Frödén            | 2013           |
| Pyrenodesmia duplicata                         | (Vain.) S.Y. Kondr., Lőkös & Hur                       | 2017           |
| Pyrenodesmia erodens                           | (Tretiach, Pinna & Grube) Søchting, Arup & Frödén      | 2013           |
| Pyrenodesmia micromarina                       | (Frolov, Khodos. & Vondrák) I.V. Frolov & Vondrák      | 2020           |
| Pyrenodesmia micromontana                      | (Frolov, Wilk & Vondrák) Hafellner & Türk              | 2016           |
| Pyrenodesmia microstepposa                     | (Frolov, Nadyeina, Khodos. & Vondrák) Hafellner & Türk | 2016           |
| Pyrenodesmia molariformis                      | (Frolov, Vondrák, Nadyeina & Khodos.) S.Y. Kondr.      | 2020           |
| Pyrenodesmia peliophylla                       | (Tuck.) S.Y. Kondr.                                    | 2020           |
| Pyrenodesmia pratensis                         | (Wetmore) I.V. Frolov & Vondrák                        | 2020           |
| Pyrenodesmia rugosa                            | B.G. Lee & Hur                                         | 2021           |
| Pyrenodesmia tianshanensis                     | (Xahidin, A. Abbas & J.C. Wei) I.V. Frolov & Vondrák   | 2020           |
| Pyrenodesmia transcaspica                      | (Nyl.) S.Y. Kondr.                                     | 2020           |
| Pyrenodesmia variabilis (Donkere citroenkorst) | (Pers.) A. Massal.                                     | 1852           |
| Pyrenodesmia vernadskiensis                    | S.Y. Kondr., T.O. Kondr. & Parnikoza                   | 2020           |